# Limba bosniacă
Limba bosniacă (bosanski jezik) este o limbă indo-europeană din ramura limbilor slave, grupul limbilor slave de sud, subgrupul occidental al acestora, vorbită de bosniaci. Din punctul de vedere al sociolingvisticii, este în același timp una din variantele limbii abstand comune sârbilor, croaților, bosniacilor și muntenegrenilor, denumită tradițional prin termenul „limba sârbocroată”, și o limbă ausbau cu propriul său standard. Este limbă oficială în Bosnia și Herțegovina și de folosință oficială în Muntenegru și în unele localități din Serbia.

## Controverse privitoare la existența și la denumirea limbii
Sunt lingviști, mai ales sârbi, dar și croați, care nu iau în seamă o limbă care s-ar putea numi bosanski jezik. Lingvistul sârb Pavle Ivić, de exemplu, afirmă că „limba vorbită de sârbi este cel mai adesea numită sârbocroată în știință. Este folosită, în afară de sârbi, de către croați și de către musulmanii din Bosnia și Herțegovina […] Această limbă este numită croată de către croați și sârbă de către sârbi”. După părerea lingvistei croate Snježana Kordić de asemenea, nu se poate vorbi științific decât de o limbă unitară sârbocroată (cu această denumire tradițional adoptată de mediile academice), indiferent de cum o numesc vorbitorii ei sau de faptul că, din motive naționaliste, se vorbește despre patru limbi diferite.
Ideea de limbă bosniacă a fost reluată după destrămarea Iugoslaviei și formarea statului independent Bosnia și Herțegovina. Unul din argumentele celor care o susțin este că noțiunea și denumirea de limbă bosniacă au existat deja în Evul Mediu. Se refereau la limba slavă de sud vorbită de toți locuitorii Bosniei și au fost folosite cu întreruperi până la standardizarea limbii sârbocroate, după care s-a considerat că și bosniacii musulmani vorbesc această limbă. Ei nu neagă faptul că bosniacii, sârbii și croații au în comun diasistemul slav de centru-sud, dar sârbii îl numesc „limba sârbă”, iar croații „limba croată”, existând standarde aparte pentru acestea. De aceea, un alt argument al bosniacilor este că, nefiind nici sârbi, nici croați, și ei au dreptul să-și numească limba în felul lor, care ar fi bosanski jezik, înțelegând prin ea „limba bosniacilor și a tuturor celor care o simt a lor cu această denumire”.
Denumirea limbii pune în fața unei dileme autoritățile din Bosnia și Herțegovina, ceea ce se reflectă, de exemplu, în documentele sistemului de învățământ, în care apare uneori ca nume de disciplină termenul bosanski jezik, alteori termenul bosanski, hrvatski, srpski jezik (prescurtat BHS jezik sau B/H/S jezik) „limba bosniacă, croată, sârbă”.
Printre lingviștii care au acceptat existența a patru standarde diferite există unii care contestă numele dat limbii lor de către lingviștii bosniaci (musulmani sau fără religie, dar cu ascendență musulmană), anume bosanski (în traducere literală „bosniană”), termen legat de substantivul Bosanac. Acest termen este folosit și de sârbii din Bosnia pentru a se autoidentifica, pe lângă cuvântul Srbin „sârb”. De aceea, după părerea lor, această limbă nu se poate numi decât bošnjački, termen legat de etnonimul Bošnjak, care este aplicat numai musulmanilor. Organizațiile internaționale au adoptat în limba engleză termenul Bosnian language, corespunzător lui bosanski jezik.

## Distribuție geografică și statut
Numărul vorbitorilor de bosniacă în lume este de 2.595.350. În datele recensămintelor din unele țări din fosta Iugoslavie nu concordă numărul celor care se declară de naționalitate bosniacă sau musulmană cu al celor care declară bosniaca drept limbă maternă, ceea ce denotă că sunt bosniaci care au declarat ca limbă maternă sârba sau croata.
| Țară                  | Număr de persoane | Statutul persoanelor        |
| --------------------- | ----------------- | --------------------------- |
| Bosnia și Herțegovina | 2.039.919         | vorbitori de limba bosniacă |
| Serbia                | 145.278           | de naționalitate bosniacă   |
| Serbia                | 22.755            | de naționalitate musulmană  |
| Serbia                | 138.871           | cu limba maternă bosniacă   |
| Muntenegru            | 53.605            | de naționalitate bosniacă   |
| Muntenegru            | 33.077            | cu limba maternă bosanski   |
| Muntenegru            | 19.906            | cu limba maternă bošnjački  |
| Croația               | 31.479            | de naționalitate bosniacă   |
| Croația               | 16.856            | cu limba maternă bosniacă   |
| Slovenia              | 21.542            | de naționalitate bosniacă   |
| Slovenia              | 10.467            | de naționalitate musulmană  |
| Republica Macedonia   | 17.018            | de naționalitate bosniacă   |
| Kosovo                | 32.219            | vorbitori de bosniacă       |

În număr necunoscut, mai trăiesc bosniaci și în emigrație. Cei mai mulți au plecat în Turcia pe la sfârșitul secolului al XIX-lea și mai ales pe la mijlocul celui de-al XX-lea.
Bosniaca are statut oficial de diferite niveluri în câteva țări:
- În Bosnia și Herțegovina este limbă oficială.
- În Muntenegru este numită „de folosință oficială”[22].
- În Serbia este de asemenea de folosință oficială în localitățile în care 15% din populație este bosniacă[23], ceea ce este cazul în regiunea Sandžak.
- În Kosovo este „limbă oficială la nivel local”[24].

În Serbia și în Muntenegru, bosniaca este și în alt sens limbă minoritară recunoscută, fiind înscrisă în documentele de ratificare de către aceste țări a Cartei europene a limbilor regionale sau minoritare.

## Istorie externă
Începuturile limbii bosniace sunt legate de existența Bosniei ca stat vasal Regatului Ungariei, dar practic independent, din 1154 până în 1463, când a ajuns sub stăpânirea Imperiului Otoman.
Unul dintre cele mai vechi documente în limba slavilor de sud este un acord comercial între Bosnia și Dubrovnik, din 1189, scris de domnitorul Bosniei, banul Kulin, considerat drept carta existenței statale a Bosniei. Din această cauză este considerat de bosniaci și prima atestare documentară a limbii bosniace. Acest document, precum multe ulterioare, era scris cu un alfabet numit bosančica, derivat din alfabetul chirilic. Se presupune că scrirerea bosančica datează de prin secolul al X-lea sau al al XI-lea și a fost folosită până în secolul al XVII-lea. Avea o variantă utilizată în documentele oficiale și una cursivă, pentru scrierea mai rapidă.

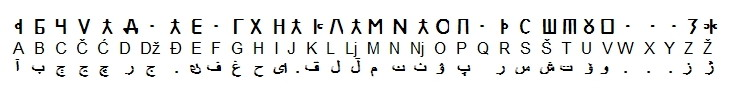
Alfabetele bosančica (sus), arab (jos) și cel latin modern folosite pentru limba bosniacă

La începutul stăpânirii otomane, care a durat până în 1878, o parte din populația Bosniei, catolici și ortodocși, a fost islamizată, ceea ce a influențat puternic cultura acestei populații și, în oarecare măsură, și limba ei. Scrierea bosančica cursivă a continuat în două variante, una numită manastirska „de mănăstire”, folosită de călugării franciscani, și una numită begovica „a beilor”, adică a elitei musulmane. În paralel cu aceasta s-a folosit și alfabetul arab adaptat la scrierea limbii bosniace.
Cărturarii bosniaci scriau lucrări religioase și științifice în limba arabă, lucrări literare în persană și mai puțin în turcă, iar documentele oficiale în turcă. În același timp a existat timp de trei secole și jumătate și o literatură în limba maternă scrisă cu alfabetul arab, constând mai ales în poeme religioase, dar și în poezii inspirate din cea populară. Un reprezentant de seamă al acestei literaturi a fost Muhamed Hevaji Uskufi, care este și autorul primei lucrări lexicografice bosniace, un glosar bosniac-turc în rime, apărut în 1631.

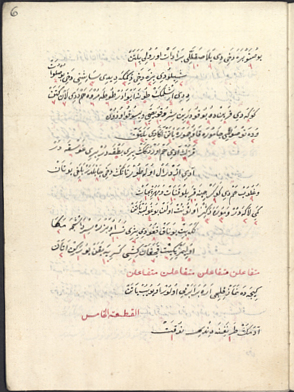
Glosarul bosniac-turc al lui Muhamed Hevaji Uskufi (1631)

În 1878, Bosnia și Herțegovina au ajuns sub dominația Imperiului Austro-Ungar. Atunci au început primele încercări sistematice de creare a unei naționalități bosniace și, în paralel, de standardizare a limbii bosniace. A apărut, de exemplu, o gramatică a limbii bosniace, în 1890. Scriitorii din această perioadă, grupați sub denumirea „Renașterea bosniacă” (poeții Safvet-beg Bašagić și Musa Ćazim Ćatić, povestitorul Edhem Mulabdić etc.) au scris într-o limbă mai apropiată de croată decât de sârbă. În această perioadă s-a generalizat alfabetul latin, cel folosit și pentru limba croată.

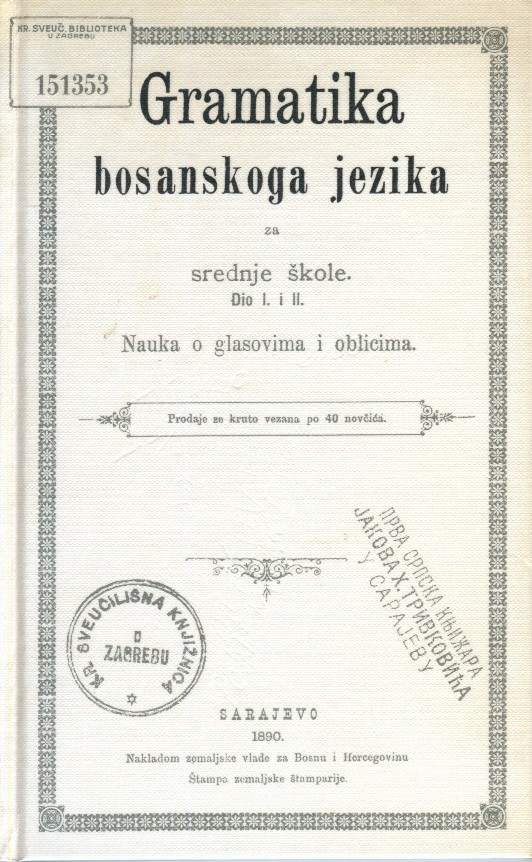
Gramatica limbii bosniace din 1890

După Primul război mondial, în epoca iugoslavă, bosniacii nu au fost considerați narod „națiune” aparte, la fel cu sârbii și croații, până în 1971. Atunci au primit acest statut cu numele de Muslimani, dar oficial limba lor era tot sârbocroata. Începând cu anii 70, într-un context în care intelectualii croați începeau să pună sub semnul întrebării conceptul de limbă sârbocroată, și la intelectualii bosniaci a apărut revendicarea unor specificități legate de tradiția culturală musulmană.
După destrămarea Iugoslaviei și crearea statului Bosnia și Herțegovina, bosniaca a devenit limbă oficială și s-au întreprins acțiuni pentru standardizarea ei. Scrierea cu alfabetul latin a limbii bosniace a devenit chiar oficială prin prevedere a constituției Federației Bosniei și Herțegovinei.

### Denumirea de limbă bosniacă
Unul dintre argumentele celor care consideră bosniaca drept limbă aparte este folosirea în decursul istoriei a denumirii bosanski jezik. Într-adevăr, aceasta a fost folosită multă vreme pentru limba vorbită de populația actualei Bosnia și Herțegovina, apoi a fost abandonată pentru o perioadă, ca să reapară, să dispară și să reapară din nou.
O atestare a acestui termen se găsește de exemplu în lucrarea Istoria limbilor scrise a călătorului bizantin Constantin Filosoful, din anul 1300. Apoi, un document din 1436 amintește despre un duce din regiunea Kotor care a adus o fată descrisă ca „femeie bosniacă, eretică, numită în limba bosniacă Djevena”. Cărturarii musulmani care scriau în alte limbi, afirmau că limba lor maternă este bosniaca. Cărturarii catolici foloseau și ei acest termen. Un exemplu este vizibil pe pagina de titlu a unui manual de aritmetică din 1827, tradus din limba latină de un călugăr franciscan.

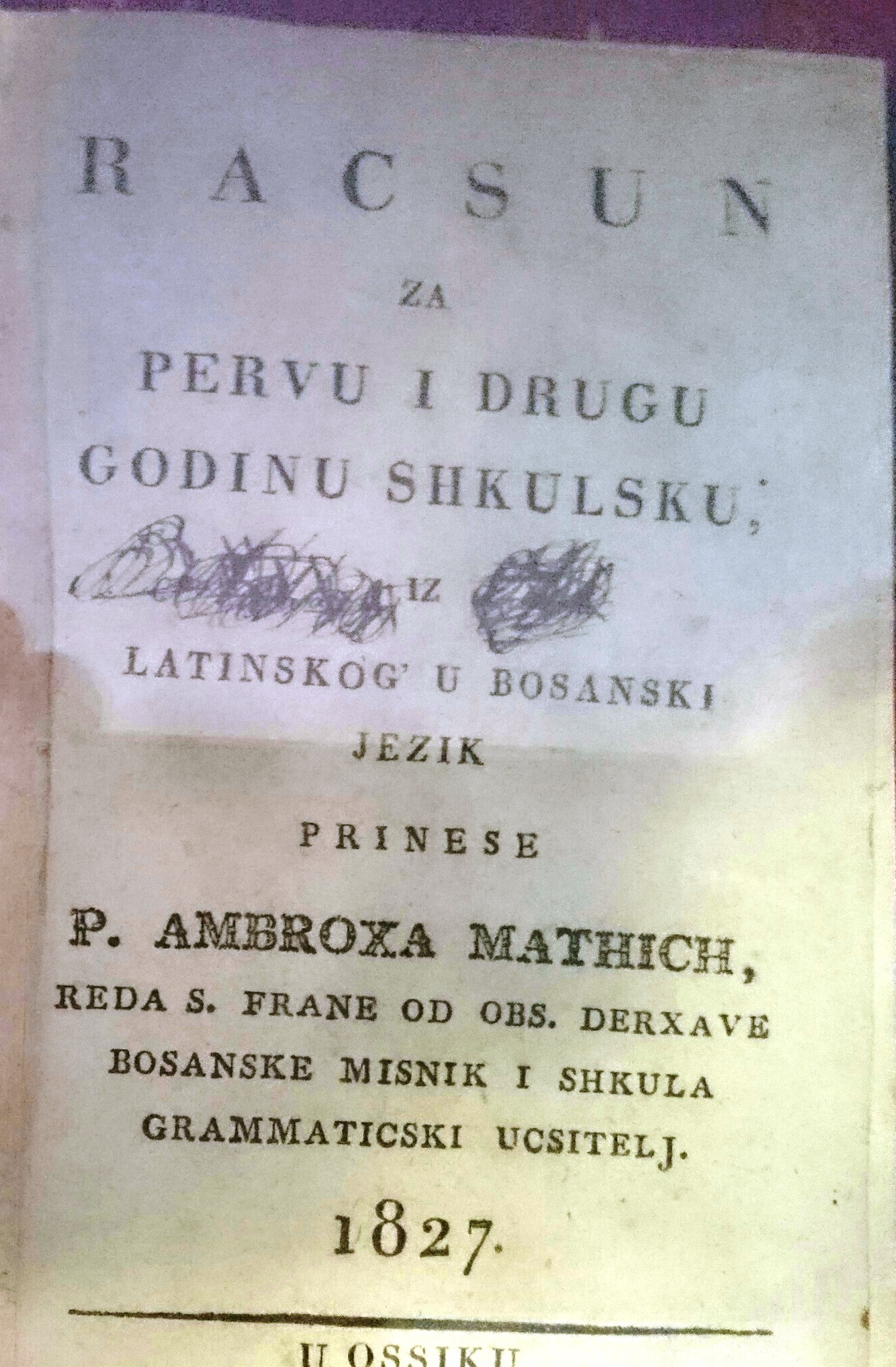
Manual de aritmetică din 1827

Pe la mijlocul secolului al XIX-lea, când a apărut ideea iugoslavă și cea a standardizării limbii comune a bosniacilor, croaților, sârbilor și muntenegrenilor, termenul de limbă bosniacă nu a mai fost folosit până la alipirea regiunii la Austro-Ungaria, după care a fost folosit sistematic. În perioada primei Iugoslavii și a Iugoslaviei comuniste, termenul a dispărut din nou până în anii 90 ai secolului al XX-lea.

## Particularități ale limbii bosniace în comparație cu limbile sârbă și croată
Ideea de limbă bosniacă a adus după sine ideea standardizării ei într-o formă care să o individualizeze pe cât posibil în raport cu sârba și cu croata. Standardizarea este în curs, fiind un proces complex, din cauza divergențelor dintre lingviști în ceea ce privește particularitățile limbii bosniace care ar trebui incluse în standard, și a paralelismelor din activitatea lor. Există și părerea că realitatea folosirii limbii, care nu ține seamă de standarde, este neglijată, și că unii lingviști se fac vinovați de un purism nejustificat în elaborarea standardului.
În general, trăsăturile structurale (fonologice, morfologice și sintactice) ale limbii bosniace sunt comune sau cu ale croatei, sau cu ale sârbei, sau cu ambele, toate trei având la bază dialectul štokavian. Standardizarea limbii bosniace se face pe baza folosirii limbii de către vorbitorii bosniaci și Damir Mustabašić constată că dintre cele trei, aceasta seamănă cel mai mult cu standardul sârbocroatei.
Potrivit lingvistului Dževad Jahić sunt particularități bosniace următoarele:
- trăsături dialectale, cele ale graiurilor štokaviene din țară (notate mai jos cu D);
- trăsături ale registrului de limbă familiar al vorbitorilor bosniaci (F);
- trăsături ale limbii literare a scriitorilor bosniaci (L);
- trăsături care sunt comune tuturor vorbitorilor bosniaci (C).

### Fonetică și prozodie
În fonetism ar fi tipic bosniace următoarele trăsături:
- (C) Este frecventă consoana [h], păstrată în cuvinte de origine turcă, spre deosebire de sârbă și croată, care le-a pierdut în aceleași cuvinte. Bosniacii o introduc și în cuvinte de origine slavă. Exemple:

mahrama „maramă” (cuvânt turcesc), sr  hr  marama;
hudovica „văduvă” (cuvânt slav), sr  hr  udovica;
hrvati se „a se lua la trântă” (cuvânt slav), sr  hr  rvati se;
mehko „ușor” (adverb) (cuvânt slav), sr  hr .
- (D, F) Nu se pronunță două consoane africate: č (redusă la ć) și dž (redusă la đ):

ćetiri „patru”, sr  hr  četiri;
đemper „pulovăr”, sr  hr  džemper.
- (D, L) Consoane lungi din cuvinte orientale se păstrează ca atare: Allah, Muhammed.
- (D) Grupurile de consoane dn, dnj și dl se reduc la a doua consoană, care se poate lungi sau nu:

glan(n)a „flămândă”, sr  hr  gladna;
zanj(nj)i „dinapoi”, sr  hr  zadnji;
ol(l)eti „își ia zborul”, sr  hr  odleti.
- (D) Grupul št devine šć: kliješća „clește”, sr  klešta, hr  kliješta[33].
- (D) Există unele forme nepalatalizate față variantele lor din sârbă și croată:

pojti „a pleca”, sr  hr  poći;
dojde „(el/ea) vine”, sr  hr  dođe.
În prozodie se observă următoarele fenomene:
- (C) În sintagmele cu prepoziții se remarcă trecerea mai frecventă decât în sârbă și croată a accentului pe prepoziție: u Bosni „în Bosnia” pronunțat ['ubosni], în loc de sr  hr  [u'bosni][34].
- (C) Vocalele posttonice (de după silaba accentuată) lungi, pronunțate mai demult ca atare în tot diasistemul slav de centru-sud, se păstrează, spre deosebire de sârbă și croată, în care tind să se scurteze:

momaka [mo'ma:ka:] „al/a/ai/ale flăcăilor”, sr  hr  [mo'ma:ka];
pjeva [pjeva:] „(el/ea) cântă”, sr  [peva] hr  [pjeva].
- Vocalele posttonice scurte, mai ales i și u, tind să cadă: Zenca, sr  hr  Zenica[34].

### Gramatică
(D, F) În domeniul declinării se remarcă folosirea cazului genitiv cu prepoziția s în locul instrumentalului:
s vode „cu apă”, sr  hr  s vodom;
s nje „cu ea”, sr  hr  s njom.
Există unele forme și folosiri specifice de pronume, de exemplu:
- (C) njojzi „ei” (dativul lui „ea”), sr  hr  njoj;
- (D, F) vȁs „tot” (adjectiv nehotărât), sr  hr  sav;
- folosirea dativului etic (numit și al interesului afectiv) al pronumelui personal: Kako si mi? „Ce mai faci?” (literal „Cum îmi ești?”)[35].

În domeniul verbului:
- (D, F) forma scurtă a infinitivului folosită și în afară de formarea timpului viitor: radit „a face”, sr  hr  raditi;
- (D, L) unele forme de indicativ prezent: znadem „(eu) știu”, sr  hr  znam;
- (D, F) formă specifică a condiționalului trecut folosită pentru a exprima o acțiune frecventă: ja bih uradi „făceam”, sr  hr  ja bih uradio;
- folosirea mai frecventă decât în sârbă și croată a timpului aorist: Odoh! „Am plecat!”, Rekoh ti ja! „Ți-am spus eu ție!”[35].

(D, L) Adverbe specifice:
namah „îndată”, sr  hr  odmah;
vazda „totdeauna”, sr  uvek hr  uvjek.

### Lexic
Există unele specificități lexicale comune vorbitorilor bosniaci. Cea mai importantă este cantitatea mai mare de împrumuturi din limba turcă (unele arăbești sau persane la origine) decât în sârbă și mai ales decât în croată. Astfel de cuvinte sunt: zar „văl” (purtat de femeile musulmane), avlija „curte”, ćilim „covor”.
Bosniacii păstrează și unele cuvinte slave devenite arhaice în sârbă și croată:
hititi „a arunca”, sr  hr  baciti;
turiti „a pune”, sr  hr  staviti;
dosle „până acum”, sr  hr  dosada.
Potrivit lingvistului Ibrahim Čedić, bosniacii folosesc cuvinte și în varianta sârbă, și în cea croată, iar standardul bosniac ar trebui să le rețină pe ambele: sr  takođe – hr  također „de asemenea”, sr  intervenisati – hr  intervenirati „a interveni”, sr  porodica – hr  obitelj „familie”.